# Carea jacobsoni
Carea jacobsoni är en fjärilsart som beskrevs av Walter Karl Johann Roepke 1935. Carea jacobsoni ingår i släktet Carea och familjen trågspinnare. Inga underarter finns listade i Catalogue of Life.